# Matutinus vitticollis
Matutinus vitticollis är en insektsart som först beskrevs av Stsl 1855.  Matutinus vitticollis ingår i släktet Matutinus och familjen sporrstritar. Inga underarter finns listade i Catalogue of Life.